# Cercle Català de Marsella

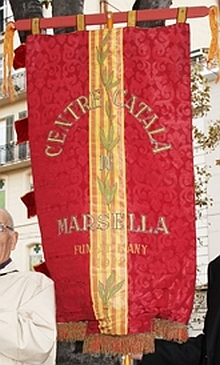
Estendard del Cercle (Centre) Català de Marsella.

El Cercle Català de Marsella és l'entitat catalana de l'exterior més antiga d'Europa, fundada amb el nom "Centre Català" el 16 de desembre de 1917 i reconeguda per l'estat francès al "Journal Officiel de la République Française" el 27 de gener de 1918.

## Gènesi del Cercle Català de Marsella
La creació d'aquesta entitat cal emmarcar-la dintre del context migratori entre Catalunya i la Provença del que es van produir diferents mostres ben significatives al llarg del segle xx. Ja des de principis de segle, a Marsella, començaven a arribar-hi força catalans a causa de la greu crisi econòmica que es vivia a Catalunya. La seva presència anirà augmentant pels fets polítics que tenen lloc a la nostra terra. La “Setmana Tràgica” que culminarà amb l'afusellament del creador de l'Escola Moderna, en Francesc Ferrer i Guàrdia i uns anys més tard la gran repressió patronal desencadenada arran de la vaga de “La Canadenca” (1.919), foren dues etapes propícies a l'emigració, provocada en part per la repressió i els empresonaments, que són les causes que molts dirigents dels moviments obrers s'exiliïn. Mentrestant, responent a la crida del Mariscal Joffre, fill de Ribesaltes (Rosselló) i eminent catalanista, alguns catalans s'allisten a l'exèrcit francès a partir del 1.914. Uns per tota la durada de l'anomenada Gran Guerra, altres per dos, tres o quatre anys.

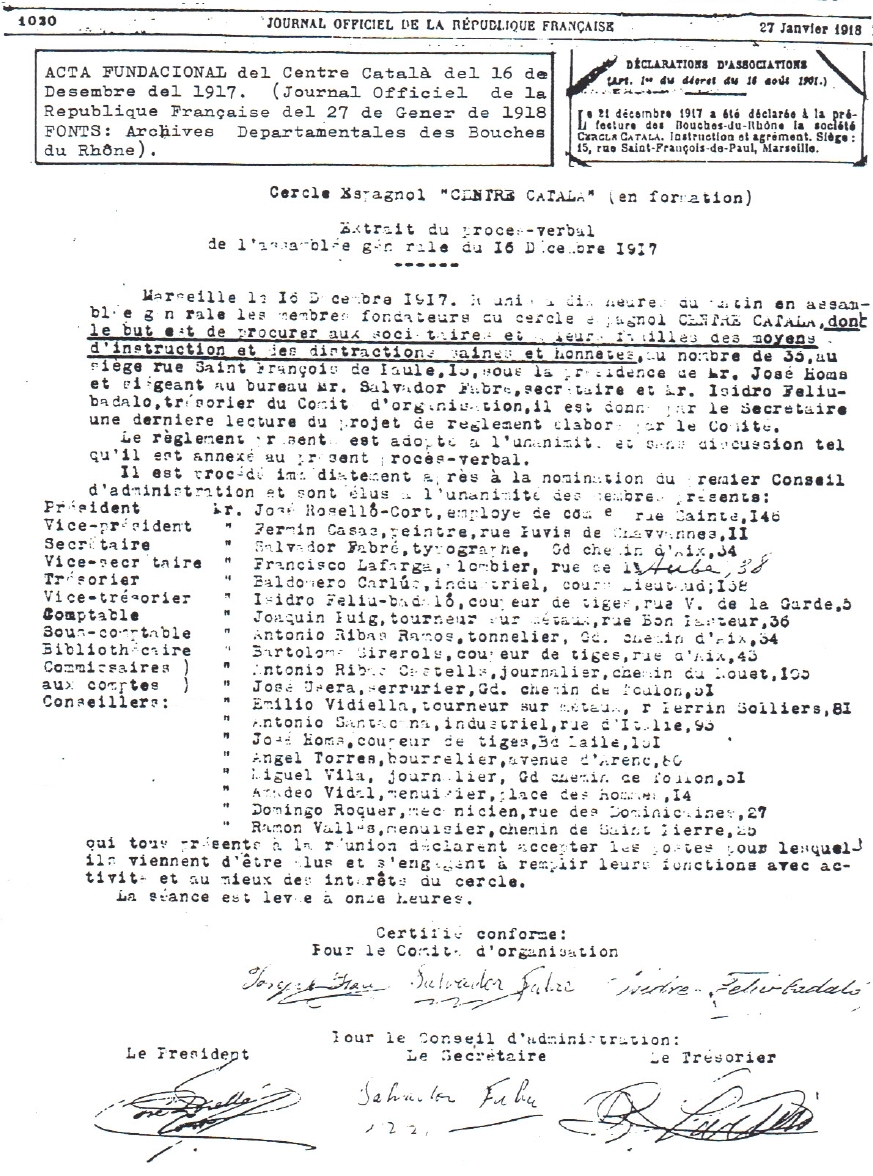
Acta fundacional del Centre (avui Cercle) Català de Marsella

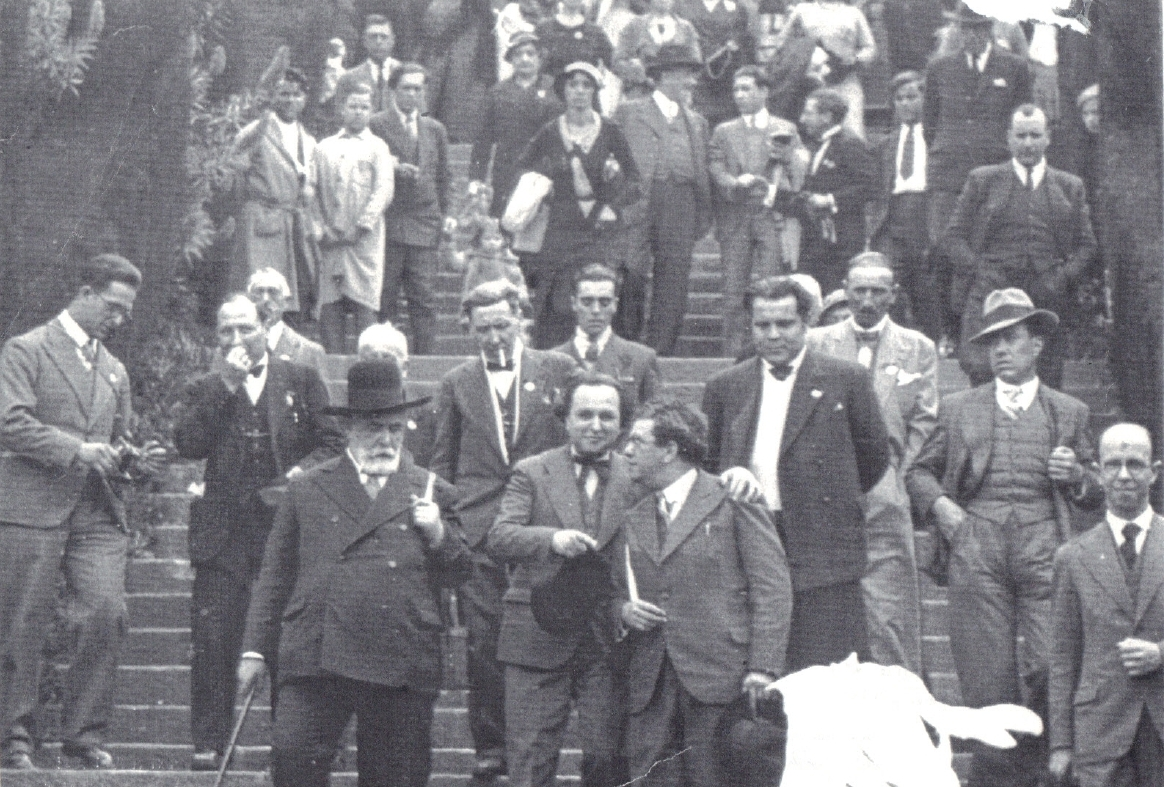
Provençals i catalans després de l'ofrena al monument a Frederic Mistral a Montjuïc (Barcelona) el 18 d'abril de 1.933. Fer clic a la foto per veure una succinta relació de les persones fotografiades.

Més tard també engrossiran els rengles del Cercle els catalans que no volien anar a fer la guerra al Marroc, els perseguits per la Dictadura d'en Primo de Rivera, etc. Després, seran els exiliats del 1.939.
Seran doncs aquelles tres primeres onades, les que originaran la creació del Cercle Català de Marsella, oficialment a començament del 1.918, si bé cal tenir en compte que ja hi havia una Comissió Organitzadora que funcionava des del 1.917 i que va convocar l'Assemblea General Constituent celebrada el dia 16 de desembre d'aquell any, començant així a donar caràcter oficial a aquell grup de catalans solidaris. El Cercle actual es va fundar com "Centre Català", tot i que, per avatars polítics (ocupació durant la II Guerra Mundial, transaccions polítiques entre els governs de França i Espanya, etc.) va ser prohibit diverses vegades, el que va obligar a refundar-lo (amb la col·laboració de ciutadans occitans i provençals) en cada ocasió amb diferent nom: Llar Catalana, Les Amis de la Culture Catalane i ara Cercle Català.

## La relació històricament mantinguda entre catalans i provençals
Cal tenir molt present que les relacions entre Marsella i Barcelona, així com entre la Provença i Catalunya, tenen tota una llarga història que es podria explicar en un gruixut volum, puix conté segles de trobada. Un dels últims fets definitoris d'aquesta especial relació entre ambdós pobles se situa a finals del segle xix, quan Víctor Balaguer, el poeta i home polític català, perseguit per la Monarquia d'aquell temps va a refugiar-se a Marsella entre 1865 i 1867 on és acollit per la intel·lectualitat del país, entre els quals cal destacar Frederic Mistral, que més tard serà Premi Nobel de Literatura (1904, ex-æquo amb José Echegaray) per la seva obra èpica "Mireio" ("Mirèia"). Uns anys després els catalans, per tal de donar les gràcies als provençals per l'acollida que els fou feta a Marsella, oferiren una copa de plata al peu de la qual hi havia la forma de dues dones que l'aguantaven, Provença i Catalunya. En Frederic Mistral s'inspirà d'aquest fet i en feu un poema que ha esdevingut l'himne de Provença: “La Coupo Santo” ("La Copa Santa"). Aquesta copa és custodiada pel "Capoulié" ("Caporal", equivalent al Cap o President) dels "felibres" (poetes i homes de lletres provençals) i es mostra plena de vi, com diu l'himne mistralià, a les cerimònies dels felibres, que beuen d'ella realment o simbòlicament.
És, per tant, un dels principals elements afavoridors del manteniment del Cercle la continuïtat i especial intensitat de les relacions entre els pobles de Provença i Catalunya, documentades abundantment des de l'edat mitjana i de les que anem trobant força mostres al llarg del temps. A més de l'especial significació del refugi brindat a Víctor Balaguer podem esmentar, ja al segle xx, després de fundat el Cercle, els actes organitzats a Barcelona a partir del 26 de juny de 1930 per commemorar el centenari del naixement de Frederic Mistral que culminaran el diumenge dia 29 amb la inauguració del monument al poeta al vessant de la muntanya de Montjuïc. A les diverses celebracions que van tenir lloc foren convidats felibres i altres personalitats, entre elles el nebot del Premi Nobel, acompanyat de la seva esposa que, segons els diaris de l'època, lluïa el vestit típic de la regió d'Arlés. Una vegada més, la solidaritat entre ambdós pobles es faria palesa en el fet que un dels actes que s'inclogueren en aquell atapeït programa fou un concert de l'Orfeó Català a benefici dels damnificats per les inundacions que s'havien produït al Llenguadoc pocs mesos abans.
Tres anys després, l'abril de 1933, l'Ajuntament de Marsella encapçala una forta delegació de provençals i catalans (més de dues-centes persones) que serà rebuda a Barcelona en un viatge preparat des de feia força temps, principalment pel Cercle Català de Marsella i per l'associació provençal "Lo Calen" ("La Llàntia"), amb el desig de participar en el Centenari de la Renaixença i reforçar els lligams de Catalunya i la Provença immortalitzats per Víctor Balaguer i Frederic Mistral. Un dels moments més transcendents de la visita fou el lliurament al President de la Generalitat de Catalunya, Francesc Macià, del "Llibre d'Or" en el qual havien participat més d'un centenar d'intel·lectuals de Provença, acte en el qual pronunciaren sengles parlaments Josep Homs i Jorgi Reboul, presidents respectius del "Cercle Català" i de "Lo Calen". Els contactes seguiran i, més endavant, l'alcalde de Barcelona, Jaume Aiguader, serà rebut a Marsella. Més tard serà en Bonaventura Gassol, Conseller de Cultura, qui visitarà la ciutat.

## Diferents estadis en el desenvolupament del Cercle Català
Pel que fa a l'evolució i desenvolupament del Cercle, cal precisar també diferents etapes concretes.
La primera, fins al 1926, és la de reagrupament de les famílies. La coordinació i relació en la vida dels catalans. El Cercle és, de fet, una reproducció dels Ateneus Obrers i Populars de finals del segle xix i començaments del XX a Catalunya. Tot seguit es crea un grup teatral, amb obres d'una càrrega social ben determinada. Es representen les obres d'Àngel Guimerà, Santiago Rusiñol, Ignasi Iglesias. També es crea una Coral, amb les mateixes característiques. En el seu programa sempre hi han figurat tres cançons: “Els Segadors”, “La Marsellesa” (versió catalana d'Ignasi Iglesias) i “La Coupo Santo”, l'himne de la Provença. Aquesta coral funcionà fins ben entrats els anys 1980 en què, mancats d'un director, es deixà l'activitat.
La segona etapa cal situar-la a partir del 1.926, amb els fets de Prats de Molló, protagonitzats per en Francesc Macià, Catalunya és notícia. El Cercle pren posició a favor d'en Francesc Macià, recollint diners per tal d'assegurar la seva defensa en el procés que se li fa a París. Entra en relació amb els diferents grups occitano/provençals de la vila, organitzant un seguit de trobades que serviran també per aprofundir en l'agermanament dels dos pobles.
Tot aquest conjunt de relacions i mostres d'amistat i entesa mútues, seran a la base de la solidaritat del poble de Marsella amb Catalunya en el curs de la guerra d'Espanya (1.936/1.939). Amb els diferents grups occitano/provençals de Marsella i, en general de tota la Provença, s'organitza un Comitè d'Ajut als intel·lectuals catalans. Per intentar pal·liar la penúria i la manca d'aliments, es recullen diners que es transformen en paquets de queviures que són enviats cada setmana a la seu de l'Associació d'Intel·lectuals catalans de Barcelona. Tota la logística va a càrrec de la gent del Cercle Català. Aquesta acció es continuarà en el moment de l'exili de milers de catalans el febrer del 1939. Alguns podran arribar fins a Marsella. Aquí se'ls ajuda, acollint-los i protegint-los.
El començament de la Segona Guerra Mundial ho estroncarà tot. El 1.942, quan l'ocupació pels alemanys de la zona sud de França, les activitats del Cercle seran prohibides per les autoritats franceses de Vichy amb el vistiplau dels ocupants alemanys, per tal de castigar-lo per l'ajuda portada a la causa de la República. El local del Cercle serà saquejat i no hi deixaren res, mentre alguns dels seus dirigents sofriran persecucions.
No serà fins al mes de març del 1945 (la guerra acabarà el mes de maig del mateix any) que amb motiu de l'Aniversari de la mort d'en Frederic Mistral, provençals i catalans es trobaran de nou al peu del monument al poeta i escriptor que hi ha als Jardins del Palau Longchamp de Marsella. La coral del Cercle hi interpretarà les tres cançons abans esmentades.
I aquí començarà una tercera etapa. El Cercle, amb l'ajut i col·laboració dels grups occitano/provençals i altres estaments de la ciutat, emprendrà una tasca d'ajuda als perseguits de Catalunya, a la denúncia del genocidi cultural que sofreix la nostra terra, a les protestes pels consells de guerra, pels afusellaments, pels empresonaments, per les persecucions. I això fins a la mort del dictador. En el curs de tot aquest temps, el Cercle acollí a Marsella alguns catalans escàpols de les persecucions. D'aquest període se'n podria escriure fins a l'alçada d'un campanar.
Per exemple, a partir del 1.963, molts dirigents del Cercle foren molestats per la policia francesa (a petició del govern d'en Franco) per les activitats que realitzaven de denúncia del genocidi cultural que sofria Catalunya, de la persecució dels demòcrates, de l'empresonament d'altres. Molts foren assignats a residència forçada a Marsella sense poder sortir de la ciutat.
El 1.966, quan s'estaven preparant els Jocs Florals de la Llengua Catalana, el Cercle fou de nou prohibit. Deu dies després, amb l'ajut inestimable dels amics provençalo/occitans es creava "Les Amis de la Culture Catalane", entitat amb la qual, tal com estava previst, tingueren lloc l'octubre del 1967, a Marsella, els Jocs Florals de la Llengua Catalana.
Amb ocasió d'aquella festa literària, als Jardins del Palau Longchamp de Marsella, Jordi Reboul -en representació de la Provença- i Maria Aurèlia Capmany -en representació de Catalunya- van plantar un roure que segellava de forma simbòlica l'amistat entre els dos pobles. Passats 20 anys, en un altre emotiu acte en el mateix indret, es va inaugurar una placa de bronze en record d'aquella data. Els amics provençals van batejar aquest arbre com "L'ARBRE DE LA LLIBERTAT". La placa diu així:

EN NOM DE L'AMISTAT PROVENÇALO-CATALANA,

AQUEST ARBRE FOU PLANTAT

EL 15 D'OCTUBRE DE 1967.
El Cercle encara patiria problemes i molèsties d'ordre administratiu, sempre destinats a dificultar les seves activitats. No serà fins al 1981, data de l'elecció de François Mitterrand, candidat socialista a la Presidència de la República Francesa, que s'aconseguirà per fi regularitzar de nou l'existència "administrativa" del Cercle Català.

## El Cercle en l'actualitat
Per tant, la quarta etapa cal situar-la tot seguit després. Catalunya és ara un poble normal, un país en democràcia. El Cercle es fa ressò d'aquesta realitat i redefineix la seva missió: Fer conèixer Catalunya. La seva cultura. Els seus escriptors. Els seus artistes. El seu poble. Ara el Cercle ja no és la petita associació d'emigrants o de refugiats, encara que segueixi acollint als visitants, estudiants o emigrants catalans d'avui. Ara representa un poble de 7 milions de ciutadans amb més de mil anys d'història al darrere.
El Cercle Català de Marsella, que gaudeix actualment d'una bona salut (143 socis a 31 de desembre de 2012, amb una base social fonamentada en, però no limitada a, la comunitat catalana de Marsella i la Provença, en alguns casos essent ja la tercera generació de socis), realitza anualment multitud d'activitats de divulgació de la història, cultura i realitat catalanes tant a Marsella com a la Provença en general o fora en alguns casos, d'entre les quals destaquen els cursets de català. També publica opuscles i altre material imprès en català, francès o bilingüe, de divulgació sobre la història, cultura i llengua catalanes, així com un butlletí mensual per a informació dels socis.
La presència a internet es produeix des de l'any 2007 amb la creació del blog de notícies i articles del Cercle que, des de l'any 2013, ha passat a integrar-se dintre d'un lloc web propi que conté informació detallada de la història del Cercle, testimonis gràfics, el blog esmentat i el calendari mensual d'activitats.

## Permisos
Aquest article ha estat confeccionat utilitzant imatges del Cercle Català de Marsella sota el permís general d'ús que s'estableix a l'Avís Legal de la seva pàgina web Arxivat 2013-11-10 a Wayback Machine..